# 灰棘豆
灰棘豆（学名：Oxytropis cana）为豆科棘豆属下的一个种。